# Javier Sebastián Luengo
Javier Sebastián (Zaragoza, España, 1962) es un escritor y novelista español. Es licenciado en Filología Hispánica por la Universidad de Zaragoza y autor de los libros de cuentos Pomo Rosso (1984) y El descanso de los cautivos (1991). Asimismo, ha escrito las novelas La casa del calor (Ed. Versal, Barcelona, 1990), El hombre constante (DVD Ediciones, Barcelona, 1998), Historia del invierno (DVD Ediciones, Barcelona, 2000; Círculo de Lectores, Barcelona, 2002), Veinte semanas (Ed. Espasa, Madrid, 2004) y El ciclista de Chernóbil (DVD Ediciones, Barcelona, 2011; Institución Fernando el Católico, col. Letra Última, 2014, traducido en Alemania, Francia, Holanda e Italia). La novela obtuvo el Premio Cálamo al “Libro del año 2011”, y fue incluida en la "Bestenliste" alemana y elegida por "Courrier International" entre las diez mejores novelas extranjeras publicadas en Francia en 2013. Recibió el Prix de l'Europe en 2015. También es autor de Puente de Vauxhall (Ed. Destino, Barcelona, 2014) y El escapista (Alianza editorial, Madrid, 2020). Ha sido profesor del Programa de Escritura Creativa de la Universidad Autónoma de Barcelona y del máster de Gestión de Políticas y Proyectos Culturales, de la Universidad de Zaragoza, y director de los Cursos de Escritura Creativa Cálamo-CAI.

## Obras

### Cuentos
- Pomo Rosso (Ed. FCC, Zaragoza, 1984)
- El descanso de los cautivos (Ed. Crónicas del Alba, Zaragoza, 1991)
- Cuentos bíblicos, junto a otros autores (Ed. Montesinos, Barcelona 1998)
- Nuevas historias de Simbad el marino, junto a otros autores (Ed. Montesinos, Barcelona 1999)

### Libros de entrevistas
- Qué he hecho yo para escribir esto. Veinte escritores para el próximo milenio (DVD Ediciones, Barcelona)
- Veneno en la boca, conversaciones con 18 escritores (Xordica, Zaragoza).

### Novelas
- La casa del calor (Ed. Versal, Barcelona, 1990)
- El hombre constante (DVD Ediciones, Barcelona, 1998)
- Historia del invierno (DVD Ediciones, Barcelona; Círculo de Lectores, Barcelona, 2002)
- Veinte semanas (Ed. Espasa, Madrid, 2004)
- El ciclista de Chernóbil (DVD Ediciones, Barcelona, 2011)
- Puente de Vauxhall (Ed. Destino, Barcelona, 2014)
- El escapista (Alianza editorial, Madrid, 2020)